# Sydney United Football Club
Il Sydney United 58 Football Club è una squadra di calcio con sede a Sydney, in Australia. 
Dal 2025, il club parteciperà alla National Second Division, la nuova seconda serie calcistica australiana.

## Storia
Il club venne fondato nel 1958 come Sydney Yugoslav Dalmatia FC. Negli anni '60 cambia più volte denominazione: nel 1964 diviene Sydney Croatia, nel 1965 Metropolitan Adriatic e nel 1966 Sydney Croatia.
Nel 1992 viene rinominato Sydney CSC a cui segue l'anno seguente il cambio di nome in Sydney United FC.
Nel corso della stagione 2022, la squadra raggiunge la finale di FFA Cup dopo aver battuto nei quarti di finale il Western Utd ed in semifinale il Brisbane Roar; il 1º ottobre gioca la finale al CommBank Stadium di Sydney, venendo battuto per 2-0 dal Macarthur.

## Palmarès

### Competizioni statali
- National Premier Leagues South Australia: 2

2013, 2016

### Altri piazzamenti
- FFA Cup:

Finalista: 2022